# Encarnación FC
Encarnación Fútbol Club, o simplemente Encarnación FC o solo Encarnación, es una entidad deportiva de la ciudad de Encarnación, Paraguay, fue creado el 28 de febrero del 2023 sobre la base de los clubes de la Liga Encarnacena de Fútbol, tras consagrarse como campeón en el Interligas 2022-23. Actualmente desde el 2024 juega en la División Intermedia de Paraguay.

## Historia
Fue fundada el 28 de febrero del año 2023 sobre la base de los clubes de la Liga Encarnacena de Fútbol cuya selección obtuvo el derecho de competir a partir de la temporada 2024 en la División Intermedia, Segunda División del fútbol paraguayo, tras coronarse campeón del Campeonato Nacional de Interligas en la temporada 2022-23.

### División Intermedia

#### Primera temporada 2024
Su primera temporada como tal se dio en 2024, cuando participó de la División Intermedia. Su primer partido fue ante el Club Atlético Colegiales, que acabó ganando por 1 a 2, sus dos primeros goles fueron hechos por Ronald Acuña Giménez y Alex Garay.
En la segunda jornada se dio su primer empate, 0-0 contra el Atl. 3 de Febrero y posteriormente en la tercera jornada se dio su primera derrota 1 a 0 ante el Club Fernando de la Mora.
El club acabó en la sexta posición con 44 puntos logrados, con 12 victorias, 8 empates y 10 derrotas, anotó la suma de 43 goles y recibió 39.
Su mayor victoria a favor fue ante el Atl. Colegiales, al cual goleo por 5 a 1 en la jornada 16 el 12 de julio, por otro lado su peor derrota fue un catastrófico 5-1 en contra ante el Resistencia Sport Club, que había descendido la temporada pasada de la Primera División.

#### Copa Paraguay
El club debutó en la Copa Paraguay por primera vez este 2024. Su primer partido fue en la Fase 2 Nacional, en lo que fueron los treintadoceavos de final, dónde Encarnación venció por 0-3 al Deportivo Pinozá (en ese entonces en la cuarta división). Posteriormente en los dieciseisavos de final derrotó por tanda de penales al Club Tacuary de la primera división, siendo este uno de sus mayores logros hasta el momento; por 4-3 luego de un empate 0-0 en los 90 minutos.
En los octavos de final cayó por 0-2 ante el Club Libertad, dónde Gustavo Aguilar Encina y Roque Santa Cruz se encargaron de dejar fuera de competición al Encarnación F.C.

## Estadio
El club ejerce su localía en el Estadio Villa Alegre fundado el 4 de noviembre de 2022, en la ciudad de Encarnación, el cual tiene una capacidad para 16.000 espectadores sentados, con una proyección para 30.000.

## Jugadores

### Plantilla actual
- Actualizado el 29 de diciembre de 2023